# روني دا سيلفا
روني دا سيلفا هو لاعب كرة قدم برازيلي في مركز الهجوم، ولد في 23 أبريل 1986 في Cansanção ‏ في البرازيل. لعب مع نادي الشباب ونادي باتاتايس ونادي بينابولينيزي ونادي غويانغ زايكرو ونادي موجي ميريم.

## وصلات خارجية
- روني دا سيلفا على موقع دوري كوريا الجنوبية (الإنجليزية)
- روني دا سيلفا على موقع Soccerway.com (الإنجليزية)